# Leichtathletik-Team-Europameisterschaft 2015
| 6. Leichtathletik-Team-Europameisterschaft            | 6. Leichtathletik-Team-Europameisterschaft | 6. Leichtathletik-Team-Europameisterschaft | 6. Leichtathletik-Team-Europameisterschaft |
| ----------------------------------------------------- | ------------------------------------------ | ------------------------------------------ | ------------------------------------------ |
|                                                       |                                            |                                            |                                            |
| Resultate Superliga (Endstand nach 40 Entscheidungen) |                                            |                                            |                                            |
| Tscheboksary – 20./21. Juni 2015 Zentralstadion       |                                            |                                            |                                            |
| Platz                                                 | Land                                       | Land                                       | Punkte                                     |
| 01                                                    | Deutschland                                | Deutschland                                | 349,5                                      |
| 02                                                    | Frankreich                                 | Frankreich                                 | 323,5                                      |
| 03                                                    | Polen                                      | Polen                                      | 319,0                                      |
| 04                                                    | Russland                                   | Russland                                   | 306,5                                      |
| 05                                                    | Großbritannien                             | Großbritannien                             | 296,0                                      |
| 06                                                    | Italien                                    | Italien                                    | 295,0                                      |
| 07                                                    | Ukraine                                    | Ukraine                                    | 284,5                                      |
| 08                                                    | Spanien                                    | Spanien                                    | 246,5                                      |
| 09                                                    | Belarus                                    | Belarus                                    | 222,0                                      |
| 10                                                    | Schweden                                   | Schweden                                   | 194,0                                      |
| 11                                                    | Finnland                                   | Finnland                                   | 155,5                                      |
| 12                                                    | Norwegen                                   | Norwegen                                   | 128,0                                      |
| ← Braunschweig 2014                                   | ← Braunschweig 2014                        | Villeneuve-d’Ascq 2017 →                   | Villeneuve-d’Ascq 2017 →                   |
|  abgestiegen in die 1. Liga der nächsten Team-EM      |                                            |                                            |                                            |

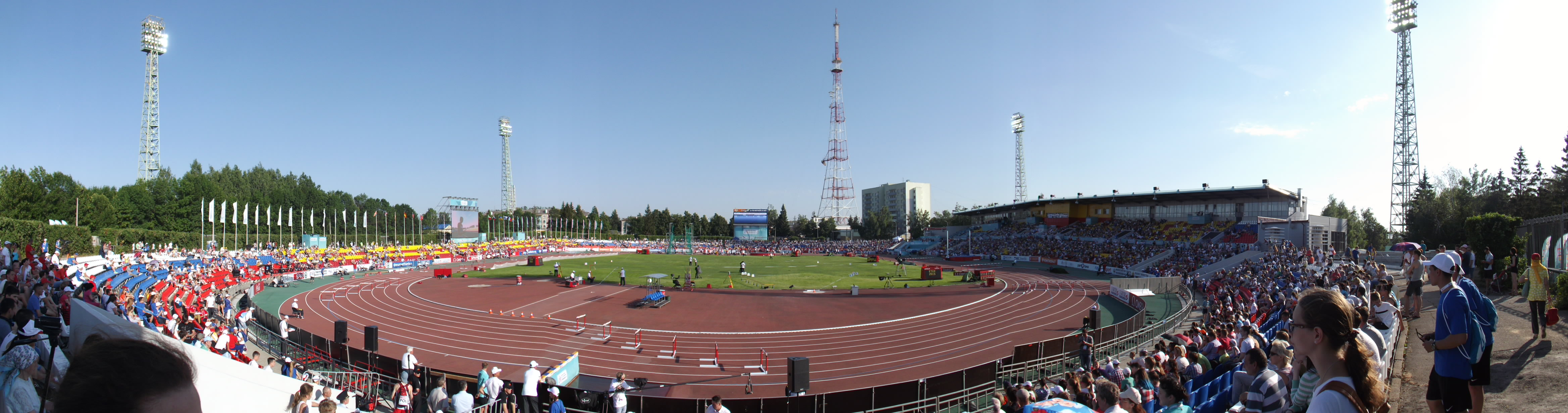
Das Zentralstadion während der Team-EM 2015

Die 6. Leichtathletik-Team-Europameisterschaft (englischer Sponsorenname: 6th SPAR European Team Championships), kurz auch Team-EM, wurde am 20. und 21. Juni 2015 im Zentralstadion der russischen Stadt Tscheboksary ausgetragen und umfasste vierzig Disziplinen (20 Männer, 20 Frauen).
Parallel wurden die Wettbewerbe der drei darunter gestuften Ligen ausgetragen:
- 1. Liga in Iraklio (Griechenland)
- 2. Liga in Stara Sagora (Bulgarien)
- 3. Liga in Baku (Aserbaidschan)

Die insgesamt vier Ligen setzten sich aus folgenden Nationen zusammen:
- Superliga (12 Teams): Belarus, Deutschland, Finnland, Frankreich, Großbritannien, Italien, Norwegen, Polen, Russland, Schweden, Spanien, Ukraine
- Erste Liga (12 Teams): Belgien, Estland, Griechenland, Irland, Lettland, Litauen, Niederlande, Portugal, Rumänien, Schweiz, Tschechien, Türkei
- Zweite Liga (8 Teams): Bulgarien, Dänemark, Island, Kroatien, Serbien, Slowenien, Ungarn, Zypern
- Dritte Liga (14 Teams): AASSE (kombiniertes Team „kleiner Länder“ mit Gibraltar, Liechtenstein, Monaco und San Marino), Albanien, Andorra, Aserbaidschan, Bosnien und Herzegowina, Georgien, Israel, Luxemburg, Malta, Moldawien, Montenegro, Nordmazedonien, Österreich, Slowakei

## Modus
Jede Nation war in jeder Disziplin durch jeweils einen Athleten bzw. eine Staffel vertreten. Auch die Wertungssystematik wurde angewendet wie zuvor: Die Nation des Siegers einer Disziplin erhält in der Team-EM jeweils eine mit der Zahl der Teilnehmer identische Punktzahl, abnehmend bis zur Nation des Letztplatzierten mit einem Punkt.
Die gemeinsame Wertung für Männer und Frauen fand auch hier in Tscheboksary Anwendung.
Auch das System des Auf- bzw. Abstiegs zur Festlegung der Teilnehmer in den einzelnen Ligen wurde fortgesetzt. Für die Superliga wurden drei Absteiger festgelegt, in Liga 1 gab es entsprechend drei Aufsteiger, absteigen mussten dort zwei Teams. So stiegen aus Liga 2 ebenfalls zwei Nationen auf.
In Liga 2, die bislang nur aus acht Teams bestand, wurde für die kommende Austragung eine Änderung eingeführt: Diese Gruppe sollte aufgestockt werden auf zwölf Teilnehmer. So gab es keine Absteiger in die 3. Liga und gleichzeitig vier statt wie bisher zwei Aufsteiger aus der untersten Klasse in die 2. Liga.
Die zur Straffung der Veranstaltung im Europacup 1997 eingeführte Praxis mit Regeländerungen wurde nun unverändert aus dem Jahr 2011 angewendet:
- Vertikale Sprünge: Wie üblich erfolgt das Ausscheiden nach drei Fehlversuchen bei einer Höhe. Darüber hinaus ist der Wettkampf für jeden Springer nach insgesamt vier individuellen Fehlversuchen beendet. Steht ein Springer als Sieger fest, darf er so lange weiterspringen, bis er drei Fehlsprünge hintereinander aufweist.
- Horizontale Sprünge/Kugelstoßen/Wurfdisziplinen: Jeder Athlet hat nur maximal vier Versuche. Alle Sportler erreichen die dritte Runde. Die vier danach Bestplatzierten erhalten einen weiteren Versuch. Alle Teilnehmer mit mindestens einem gültigen Versuch erhalten Punkte.

Bei den Läufen, die auf der gesamten Distanz in Bahnen zu absolvieren waren (100, 200, 400 Meter, 100 Meter Hürden, 110 Meter Hürden, 400 Meter Hürden, Staffeln) und die deshalb in zwei Teilrennen ausgetragen werden mussten, wurde die Reihenfolge von den letzten beiden Jahren beibehalten, das heißt zuerst fand der jeweils stärker besetzte Lauf statt.

## Die Team-Europameisterschaft 2015
Der Wettbewerbskatalog blieb weiter unverändert.
Im Laufe der Jahre wich der Austragungsrhythmus der Team-EM ab von dem des früheren Europacups, der zuletzt jährlich stattgefunden hatte. Die Team-EM dagegen sollte in Jahren mit Olympischen Sommerspielen nicht ausgetragen werden. In Jahren mit Leichtathletik-Europameisterschaften fand die Team-EM nur statt, wenn es in derselben Saison keine Olympischen Spiele gab. Nach 2014 wurde dann in allen Jahren mit Leichtathletik-Europameisterschaften keine Team-EM mehr ausgetragen.
Die Rahmenbedingungen waren bei dieser Team-EM witterungsbedingt deutlich besser als bei den drei letzten Austragungen. Die Temperaturen lagen mit um die 30° Celsius für die meisten Disziplinen in einem leistungsfördernden Bereich. Die russische Mannschaft wurde intensiv unterstützt vom heimischen Publikum und lag am Ende in der Gesamtrechnung zunächst vorn. Doch die später nach und nach erfolgten dopingbedingten Disqualifikationen von ausschließlich russischen Sportlern (siehe Abschnitt „Doping“ unten) trübten dieses Bild und warfen zum wiederholten Mal kein gutes Licht auf den Sport in diesem Land.
Gute Leistungen gab es durch den russischen Weitspringer Alexander Menkow mit 8,26 m. Diese Weite gelang auch dem zweitplatzierten Franzosen Kafétien Gomis. Die Russin Jekaterina Konewa erzielte im Dreisprung ausgezeichnete 14,98 m, bei denen der Rückenwind allerdings zu stark für eine Aufnahme der Leistung in die Bestenlisten blies. Bei einem Gegenwind von 2,6 m/s kam ihr Landsmann Sergei Schubenkow über 110 Meter Hürden ins Ziel. Daniil Zyplakow, ein weiterer Russe, überquerte im Hochsprung gute 2,33 m. Im Stabhochsprung erzielte die Deutsche Silke Spiegelburg 4,75 m, die Russin Anschelika Sidorowa belegte mit 4,70 m Platz zwei. Bemerkenswert waren auch die 21,12 m des Deutschen David Storl im Kugelstoßen. Weitere starke Ergebnisse erzielten die Britin Eilidh Child mit 54,46 s über 400 Meter Hürden, ihr Landsmann Jarryd Dunn (45,09 s über 400 Meter), der Russe Denis Kudrjawzew (400 Meter Hürden in 48,66 s), die Russin Darja Klischina (6,96 m im Weitsprung), die Russin Marija Kutschina (1,99 m im Hochsprung). Noch höher einzustufen sind die 81,64 m des Polen Paweł Fajdek und die 78,28 m der Polin Anita Włodarczyk (beide Weiten erzielt im Hammerwurf).
Zum vierten Mal in Folge wurde das mit Abschluss der Veranstaltung ermittelte Endergebnis durch nachträglich erfolgte Disqualifikationen von Dopingbetrügern beeinträchtigt – siehe Abschnitt „Doping“ unten. Es gab Verschiebungen in der Reihenfolge, alle Punktwerte änderten sich ganz erheblich. So schob sich Titelverteidiger Deutschland am Ende wieder ganz vorn und gewann die Team-EM zum fünften Mal. Lediglich 2010 hatte das deutsche Team den Wettbewerb nicht siegreich beendet – damals gewann Russland vor Großbritannien und Deutschland. Das hier im eigenen Land zunächst siegreiche Russland fiel auf Rang vier zurück, Deutschland, Frankreich und Polen rückten um jeweils einen Platz nach vorn. Auf den Abstiegsplätzen gab es keine Verschiebungen in der Reihenfolge, sodass es nicht wie 2011 in Stockholm zu Benachteiligungen kam. Den Abstieg antreten mussten schließlich die beiden letztjährigen Aufsteiger Finnland und Norwegen sowie die Mannschaft aus Schweden.
Die unteren Ligen waren diesmal weniger betroffen von nachträglichen Verschiebungen durch Dopingsünder. Nur in Liga 3 gewann am Ende die Slowakei vor dem zunächst siegreichen Team aus Österreich. Bei den Auf- und Abstiegsrängen allerdings gab es nirgendwo Mannschaften, die ungerechterweise hätten absteigen müssen oder durch einen verpassten Aufstieg benachteiligt gewesen wären.

## Deutsche Mannschaft
Der Deutsche Leichtathletik-Verband (DLV) hatte 49 Athleten (24 Frauen und 25 Männer) nominiert. Das deutsche Team startete in der Superliga und verteidigte seinen 2015 in Braunschweig errungenen Titel nach Bereinigung des Ergebnisses durch die zahlreichen Dopingfälle (siehe unten Abschnitt „Doping“) erfolgreich.

## Doping
Folgende sechs nachträgliche Disqualifikationen durch ausschließlich russische Athleten waren aufgrund von Dopingbetrug in sechs Disziplinen zu verzeichnen:
- Sergei Litwinow – Hammerwurf, zunächst Rang vier. Eine am 14. Juli 2012 von ihm genommene Dopingprobe war positiv, was ihm eine zweijährige Wettkampfsperre einbrachte. Seine seit der positiven Probe bis 25. Februar 2016 erzielten Resultate wurden annulliert.[3]
- Anastasiya Bazdyreva – 800-Meter-Lauf, zunächst Rang fünf. Die Athletin wurde wegen Verstoßes gegen die Antidopingbestimmungen vom Internationalen Sportgerichtshof CAS für zwei Jahre, beginnend am 24. August 2015, gesperrt. Ihre vom 23. April 2014 bis 24. August 2015 erzielten Ergebnisse wurden annulliert. Gleichzeitig wurde auch ihr Trainer Vladimir Mokhnev belangt und mit einer Sperre von zehn Jahren belegt.[4]
- Jelena Korobkina – 3000-Meter-Lauf, zunächst Dritte. In einem russischen Labor wurde festgestellt, dass die Athletin gegen die Antidopingbestimmungen verstoßen hatte. Sie wurde für vier Jahre gesperrt. Außerdem wurden alle ihre vom 2. Juli 2013 bis zum 24. Juli 2016 erzielten Resultate gestrichen.[5]
- Irina Tarassowa – Kugelstoßen, zunächst Zweite. In einer 2022 durchgeführten nachträglichen Kontrolle einer Dopingprobe der Athletin aus dem Jahr 2012 wurde eine verbotene Substanz gefunden. Dies wurde mit einer zweijährigen Wettkampfsperre vom 9. Juli 2022 an sanktioniert. Außerdem wurden alle vom 4. Juli 2012 bis 12. Juli 2016 erzielten Resultate der Sportlerin annulliert.[6]
- Jekaterina Strokowa – Diskuswurf, zunächst Platz sieben. Aus den Unterlagen und Belegen des McLaren-Reports ging hervor, dass die Athletin unerlaubte Mittel eingesetzt hatte. Beginnend am 11. Januar 2022 wurde sie für vier Jahre gesperrt. Ihre vom 20. Juni 2012 bis 11. Januar 2023 erzielten Ergebnisse wurden annulliert.[7]
- Oxana Kondratjewa – Hammerwurf, zunächst Platz sechs. In einer 2021 durchgeführten nachträglichen Kontrolle einer Dopingprobe der Athletin aus dem Jahr 2013 wurde eine verbotene Substanz gefunden. Dies wurde mit einer dreijährigen Sperre, beginnend 7. April 2021, geahndet. Darüber hinaus wurden alle ihre seit dem 2. Juli 2013 bis zum Ablauf der Sperre erzielten Resultate gestrichen.[8]

## Ergebnisse 1. bis 3.Liga
| Länderwertungen (Endstand nach jeweils 40 Entscheidungen) | Länderwertungen (Endstand nach jeweils 40 Entscheidungen) | Länderwertungen (Endstand nach jeweils 40 Entscheidungen) | Länderwertungen (Endstand nach jeweils 40 Entscheidungen) | Länderwertungen (Endstand nach jeweils 40 Entscheidungen) | Länderwertungen (Endstand nach jeweils 40 Entscheidungen) | Länderwertungen (Endstand nach jeweils 40 Entscheidungen) | Länderwertungen (Endstand nach jeweils 40 Entscheidungen) | Länderwertungen (Endstand nach jeweils 40 Entscheidungen) |
| Liga 1 in Iraklio (GRC)                                   | Liga 1 in Iraklio (GRC)                                   | Liga 1 in Iraklio (GRC)                                   | Liga 2 in Stara Sagora (BGR)                              | Liga 2 in Stara Sagora (BGR)                              | Liga 2 in Stara Sagora (BGR)                              | Liga 3 in Baku (AZE)                                      | Liga 3 in Baku (AZE)                                      | Liga 3 in Baku (AZE)                                      |
| Platz                                                     | Land                                                      | Punkte                                                    | Platz                                                     | Land                                                      | Punkte                                                    | Platz                                                     | Land                                                      | Punkte                                                    |
| --------------------------------------------------------- | --------------------------------------------------------- | --------------------------------------------------------- | --------------------------------------------------------- | --------------------------------------------------------- | --------------------------------------------------------- | --------------------------------------------------------- | --------------------------------------------------------- | --------------------------------------------------------- |
| 01                                                        | Tschechien                                                | 351,0                                                     | 1                                                         | Dänemark                                                  | 224,0                                                     | 01                                                        | Slowakei                                                  | 460,5                                                     |
| 02                                                        | Griechenland                                              | 327,0                                                     | 2                                                         | Bulgarien                                                 | 218,0                                                     | 02                                                        | Österreich                                                | 449,0                                                     |
| 03                                                        | Niederlande                                               | 299,5                                                     | 3                                                         | Ungarn                                                    | 202,5                                                     | 03                                                        | Israel                                                    | 441,0                                                     |
| 04                                                        | Belgien                                                   | 276,5                                                     | 4                                                         | Serbien                                                   | 179,5                                                     | 04                                                        | Moldau                                                    | 404,0                                                     |
| 05                                                        | Portugal                                                  | 270,5                                                     | 5                                                         | Kroatien                                                  | 167,0                                                     | 05                                                        | Aserbaidschan                                             | 353,0                                                     |
| 06                                                        | Irland                                                    | 261,5                                                     | 6                                                         | Island                                                    | 155,5                                                     | 06                                                        | Bosnien und Herzegowina                                   | 339,0                                                     |
| 07                                                        | Türkei                                                    | 259,5                                                     | 7                                                         | Zypern                                                    | 154,0                                                     | 07                                                        | Luxemburg                                                 | 319,0                                                     |
| 08                                                        | Schweiz                                                   | 239,0                                                     | 8                                                         | Slowenien                                                 | 126,5                                                     | 08                                                        | Georgien                                                  | 286,0                                                     |
| 09                                                        | Rumänien                                                  | 226,0                                                     |                                                           |                                                           |                                                           | 09                                                        | Malta                                                     | 247,5                                                     |
| 10                                                        | Estland                                                   | 215,5                                                     |                                                           |                                                           |                                                           | 10                                                        | Montenegro                                                | 244,0                                                     |
| 11                                                        | Litauen                                                   | 214,5                                                     |                                                           |                                                           |                                                           | 11                                                        | Andorra                                                   | 164,0                                                     |
| 12                                                        | Lettland                                                  | 169,5                                                     |                                                           |                                                           |                                                           | 12                                                        | Nordmazedonien                                            | 145,0                                                     |
|                                                           |                                                           |                                                           |                                                           |                                                           |                                                           | 13                                                        | Albanien                                                  | 115,0                                                     |
|                                                           |                                                           |                                                           |                                                           |                                                           |                                                           | 14                                                        | AASSE                                                     | 101,0                                                     |

 qualifiziert für die nächsthöhere Liga der kommenden Team-EM

 abgestiegen in die nächstuntere Liga der kommenden Team-EM

## Legende
Kurze Übersicht zur Bedeutung der Symbolik – so üblicherweise auch in sonstigen Veröffentlichungen verwendet:
| DSQ | disqualifiziert                       |
| DOP | wegen Dopingvergehens disqualifiziert |
| NMH | keine Höhe (No Mark)                  |
| NMW | keine Weite (No Mark)                 |
| ogV | ohne gültigen Versuch                 |

## Superliga: Resultate der Einzeldisziplinen

### Männer

#### 100 m

##### Lauf 1
| Platz  | Athlet                | Land | Zeit (s) |
| ------ | --------------------- | ---- | -------- |
| 1 (01) | Christophe Lemaitre   | FRA  | 10,26    |
| 2 (02) | Richard Kilty         | GBR  | 10,35    |
| 3 (03) | Sven Knipphals        | GER  | 10,50    |
| 4 (05) | Witalij Korsch        | UKR  | 10,61    |
| 5 (06) | Alexander Brednew     | RUS  | 10,64    |
| 6 (12) | Ángel David Rodríguez | ESP  | 17,39    |

In Klammern: Platzierung in der Gesamtwertung aus beiden Läufen
Datum: 20. Juni
Wind: −1,7 m/s

##### Lauf 2
| Platz  | Athlet                 | Land | Zeit (s) |
| ------ | ---------------------- | ---- | -------- |
| 1 (04) | Massimiliano Ferraro   | ITA  | 10,56    |
| 2 (07) | Tom Kling-Baptiste     | SWE  | 10,69    |
| 3 (08) | Przemysław Słowikowski | POL  | 10,75    |
| 4 (09) | Salum Ageze Kashafali  | NOR  | 10,78    |
| 5 (10) | Samuli Samuelsson      | FIN  | 10,85    |
| 6 (11) | Ilya Sirotsiuk         | BLR  | 10,88    |

In Klammern: Platzierung in der Gesamtwertung aus beiden Läufen
Datum: 20. Juni
Wind: −3,4 m/s

#### 200 m

##### Lauf 1
| Platz  | Athlet                   | Land | Zeit (s) |
| ------ | ------------------------ | ---- | -------- |
| 1 (02) | Daniel Talbot            | GBR  | 20,62    |
| 2 (04) | Karol Zalewski           | POL  | 20,81    |
| 3 (06) | Bruno Horteland          | ESP  | 20,88    |
| 4 (07) | Pierre-Alexis Pessoneaux | FRA  | 20,92    |
| 5 (08) | Robin Erewa              | GER  | 20,97    |
| 6 (12) | Denis Ogarkow            | RUS  | 21,45    |

In Klammern: Platzierung in der Gesamtwertung aus beiden Läufen
Datum: 21. Juni
Wind: −0,2 m/s

##### Lauf 2
| Platz  | Athlet            | Land | Zeit (s) |
| ------ | ----------------- | ---- | -------- |
| 1 (01) | Serhij Smelyk     | UKR  | 20,45    |
| 2 (03) | Enrico Demonte    | ITA  | 20,67    |
| 3 (04) | Johan Wissman     | SWE  | 20,81    |
| 4 (09) | Samuli Samuelsson | FIN  | 21,08    |
| 5 (10) | Ilya Sirotsiuk    | BLR  | 21,11    |
| 6 (11) | Even Meinseth     | NOR  | 21,13    |

In Klammern: Platzierung in der Gesamtwertung aus beiden Läufen
Datum: 21. Juni
Wind: −0,9 m/s

#### 400 m

##### Lauf 1
| Platz | Athlet            | Land | Zeit (s) |
| ----- | ----------------- | ---- | -------- |
| 1 (1) | Jarryd Dunn       | GBR  | 45,09    |
| 2 (2) | Mame-Ibra Anne    | FRA  | 45,26    |
| 3 (3) | Aljaksandr Linnik | BLR  | 45,43    |
| 4 (4) | Pawel Iwaschko    | RUS  | 45,48    |
| 5 (5) | Witalij Butrym    | UKR  | 45,73    |
| 6 (6) | Kamghe Gaba       | GER  | 46,32    |

In Klammern: Platzierung in der Gesamtwertung aus beiden Läufen
Datum: 20. Juni

##### Lauf 2
| Platz  | Athlet              | Land | Zeit (s) |
| ------ | ------------------- | ---- | -------- |
| 1 (07) | Karsten Warholm     | NOR  | 46,40    |
| 2 (08) | Samuel García       | ESP  | 46,75    |
| 3 (09) | Davide Manenti      | ITA  | 46,84    |
| 4 (10) | Kacper Kozłowski    | POL  | 49,92    |
| 5 (11) | Alexander Nordkvist | SWE  | 48,25    |
| 6 (12) | Jani Koskela        | FIN  | 48,36    |

In Klammern: Platzierung in der Gesamtwertung aus beiden Läufen
Datum: 20. Juni

#### 800 m
| Platz | Athlet                  | Land | Zeit (min) |
| ----- | ----------------------- | ---- | ---------- |
| 01    | Giordano Benedetti      | ITA  | 1:45,11    |
| 02    | Pierre-Ambroise Bosse   | FRA  | 1:45,14    |
| 03    | Adam Kszczot            | POL  | 1:45,84    |
| 04    | Konstantin Tolokonnikov | RUS  | 1:46,42    |
| 05    | Stanislaw Maslow        | UKR  | 1:46,85    |
| 06    | Kalle Berglund          | SWE  | 1:46,85    |
| 07    | Robin Schemberra        | GER  | 1:47,20    |
| 08    | Kevin López             | ESP  | 1:47,60    |
| 09    | Guy Learmonth           | GBR  | 1:47,84    |
| 10    | Thomas Roth             | NOR  | 1:48,01    |
| 11    | Ville Lampinen          | FIN  | 1:48,44    |
| 12    | Yan Sloma               | BLR  | 1:48,45    |

Datum: 21. Juni

#### 1500 m
| Platz | Athlet              | Land | Zeit (min) |
| ----- | ------------------- | ---- | ---------- |
| 01    | Walentin Smirnow    | RUS  | 3:52,03    |
| 02    | Marcin Lewandowski  | POL  | 3:52,06    |
| 03    | Oliver Aitchison    | GBR  | 3:52,33    |
| 04    | Florian Orth        | GER  | 3:52,56    |
| 05    | Stanislaw Maslow    | UKR  | 3:52,58    |
| 06    | Adel Mechaal        | ESP  | 3:52,69    |
| 07    | Snorre Holtan Løken | NOR  | 3:52,88    |
| 08    | Samir Dahmani       | FRA  | 3:53,06    |
| 09    | Joao Bussotti       | ITA  | 3:53,06    |
| 10    | Elmar Engholm       | SWE  | 3:53,90    |
| 11    | Siarhei Platonau    | BLR  | 3:54,21    |
| 12    | Ilari Piipponen     | FIN  | 3:55,18    |

Datum: 20. Juni

#### 3000 m
| Platz | Athlet             | Land | Zeit (min) |
| ----- | ------------------ | ---- | ---------- |
| 01    | Richard Ringer     | GER  | 8:34,35    |
| 02    | Roberto Alaiz      | ESP  | 8:35,07    |
| 03    | Andrew Butchart    | GBR  | 8:35,75    |
| 04    | Jegor Nikolajew    | RUS  | 8:35,82    |
| 05    | Krysztof Żebrowski | POL  | 8:36,52    |
| 06    | Bryan Cantero      | FRA  | 8:37,87    |
| 07    | Iwan Strebkow      | UKR  | 8:38,28    |
| 08    | Siarhei Platonau   | BLR  | 8:38,86    |
| 09    | Stefano La Rosa    | ITA  | 8:39,58    |
| 10    | Erik Udø Pedersen  | NOR  | 8:40,18    |
| 11    | Anders Lindahl     | FIN  | 8:44,65    |
| 12    | Johan Hydén        | SWE  | 8:48,29    |

Datum: 21. Juni

#### 5000 m
| 01 | Mourad Amdouni       | FRA | 14:04,63 |
| 02 | Jesús España         | ESP | 14:05,09 |
| 03 | Andrew Vernon        | GBR | 14:05,85 |
| 04 | Anatoli Rybakow      | RUS | 14:07,48 |
| 05 | Jamel Chatbi         | ITA | 14:16,54 |
| 06 | Mikael Ekvall        | SWE | 14:21,03 |
| 07 | Volodymyr Kyts       | UKR | 14:29,19 |
| 08 | Mateusz Demczyszak   | POL | 14:30,21 |
| 09 | Sondre Nordstad Moen | NOR | 14:31,25 |
| 10 | Marcel Fehr          | GER | 14:33,67 |
| 11 | Arttu Vattulainen    | FIN | 14:44,08 |
| 12 | Arzjom Lohisch       | BLR | 15:09,00 |

Datum: 20. Juni

#### 110 m Hürden

##### Lauf 1
| Platz | Athlet                  | Land | Zeit (s) |
| ----- | ----------------------- | ---- | -------- |
| 1 (1) | Sergei Schubenkow       | RUS  | 13,22    |
| 2 (2) | Pascal Martinot-Lagarde | FRA  | 13,42    |
| 3 (3) | Lawrence Clarke         | GBR  | 13,64    |
| 4 (4) | Gregor Traber           | GER  | 13,74    |
| 5 (7) | Yidiel Contreras        | ESP  | 13,85    |
| 6 (8) | Maksim Lynsha           | BLR  | 13,85    |

In Klammern: Platzierung in der Gesamtwertung aus beiden Läufen
Datum: 21. Juni
Wind: −2,6 m/s

##### Lauf 2
| Platz  | Athlet             | Land | Zeit (s) |
| ------ | ------------------ | ---- | -------- |
| 1 (05) | Hassane Fofana     | ITA  | 13,78    |
| 2 (06) | Damian Czykier     | POL  | 13,78    |
| 3 (09) | Elmo Lakka         | FIN  | 13,98    |
| 4 (10) | Serhiy Kopanayko   | UKR  | 14,17    |
| 5 (11) | Alexander Brorsson | SWE  | 14,27    |
| 6 (12) | Vladimir Vukicevic | NOR  | 14,53    |

In Klammern: Platzierung in der Gesamtwertung aus beiden Läufen
Datum: 21. Juni
Wind: −1,7 m/s

#### 400 m Hürden

##### Lauf 1
| Platz | Athlet             | Land | Zeit (s) |
| ----- | ------------------ | ---- | -------- |
| 1 (1) | Denis Kudrjawzew   | RUS  | 48,66    |
| 2 (2) | Patryk Dobek       | POL  | 49,04    |
| 3 (3) | Leonardo Capotosti | ITA  | 49,93    |
| 4 (5) | Sebastian Rodger   | GBR  | 50,10    |
| 5 (8) | Mickaël François   | FRA  | 50,37    |
| 6 (9) | Stanislaw Melnykow | UKR  | 50,47    |

In Klammern: Platzierung in der Gesamtwertung aus beiden Läufen
Datum: 20. Juni

##### Lauf 2
| Platz  | Athlet             | Land | Zeit (s) |
| ------ | ------------------ | ---- | -------- |
| 1 (04) | Oskari Mörö        | FIN  | 50,07    |
| 2 (06) | Diego Cabello      | ESP  | 50,22    |
| 3 (08) | Georg Fleischhauer | GER  | 50,31    |
| 4 (10) | Mikita Yakauleu    | BLR  | 51,02    |
| 5 (11) | Øyvind Kjerpeset   | NOR  | 51,21    |
| 6 (12) | Jonathan Carbe     | SWE  | 51,89    |

In Klammern: Platzierung in der Gesamtwertung aus beiden Läufen
Datum: 20. Juni

#### 3000 m Hindernis
| Platz | Athlet                 | Land | Zeit (min) |
| ----- | ---------------------- | ---- | ---------- |
| 01    | Krystian Zalewski      | POL  | 8:37,51    |
| 02    | Nikolai Chawkin        | RUS  | 8:39,39    |
| 03    | Yuri Floriani          | ITA  | 8:40,47    |
| 04    | Martin Grau            | GER  | 8:42,58    |
| 05    | Janne Ukonimaanaho     | FIN  | 8:43,67    |
| 06    | Fernando Carro Morillo | ESP  | 8:44,46    |
| 07    | Wadym Slobodenjuk      | UKR  | 8:44,93    |
| 08    | Daniel Lundgren        | SWE  | 8:46,73    |
| 09    | Yoann Kowal            | FRA  | 8:51,85    |
| 10    | Zak Seddon             | GBR  | 8:56,57    |
| 11    | Illia Slavinski        | BLR  | 8:59,09    |
| 12    | Snorre Holtan Løken    | NOR  | 9:03,07    |

Datum: 21. Juni

#### 4 × 100 m Staffel

##### Lauf 1
| Platz | Besetzung      | Land                                                                        | Zeit (s) |
| ----- | -------------- | --------------------------------------------------------------------------- | -------- |
| 1 (1) | Großbritannien | Richard Kilty Daniel Talbot James Ellington Andrew Robertson                | 38,21    |
| 2 (2) | Frankreich     | Pierre Vincent Christophe Lemaitre Pierre-Alexis Pessonneaux Emmanuel Biron | 38,34    |
| 3 (4) | Deutschland    | Aleixo-Platini Menga Sven Knipphals Alexander Kosenkow Robin Erewa          | 38,78    |
| 4 (5) | Ukraine        | Emil Ibrahimow Serhij Smelyk Ihor Bodrow Witalij Korsch                     | 38,95    |
| 5 (7) | Russland       | Dmitri Lopin Alexander Brednew Denis Ogarkow Alexander Jefimow              | 39,24    |
| 6 (8) | Polen          | Adam Pawlowski Przemysław Słowikowski Artur Zaczek Kamil Kryński            | 39,30    |

In Klammern: Platzierung in der Gesamtwertung aus beiden Läufen
Datum: 20. Juni

##### Lauf 2
| Platz  | Besetzung | Land                                                                    | Zeit (s) |
| ------ | --------- | ----------------------------------------------------------------------- | -------- |
| 1 (02) | Italien   | Massimiliano Ferraro Enrico Demonte Davide Manenti Delmas Obou          | 38,71    |
| 2 (05) | Schweden  | Alexander Brorsson Johan Wissman Tom Kling-Baptiste Joel Groth          | 39,20    |
| 3 (09) | Spanien   | Eduard Viles Sergio Ruiz Bruno Hortelano Arian Olmos Téllez             | 39,40    |
| 4 (10) | Finnland  | Elmo Lakka Otto Ahlfors Samuli Samuelsson Ville Myllymäki               | 39,45    |
| 5 (11) | Belarus   | Yegor Papaou Sjarhej Pustabajeu Ilya Sirotsiuk Aljaksandr Linnik        | 39,67    |
| DSQ    | Norwegen  | Jonas Tapani Halonen Even Meinseth Even Pettersen Salum Ageze Kashafali |          |

In Klammern: Platzierung in der Gesamtwertung aus beiden Läufen
Datum: 20. Juni

#### 4 × 400 m Staffel

##### Lauf 1
| Platz | Besetzung      | Land                                                           | Zeit (min) |
| ----- | -------------- | -------------------------------------------------------------- | ---------- |
| 1 (1) | Frankreich     | Mame-Ibra Anne Teddy Atine-Venel Mamoudou Hanne Thomas Jordier | 3:00,47    |
| 2 (2) | Großbritannien | Rabah Yousif Delano Williams Conrad Williams Richard Buck      | 3:00,54    |
| 3 (3) | Polen          | Łukasz Krawczuk Michał Pietrzak Rafał Omelko Patryk Dobek      | 3:01,24    |
| 4 (4) | Russland       | Artjom Denmuchametow Pawel Trenichin Lew Mossin Pawel Iwaschko | 3:01,71    |
| 5 (5) | Deutschland    | Thomas Schneider Kamghe Gaba Eric Krüger Johannes Trefz        | 3:03,55    |
| 6 (8) | Italien        | Davide Re Francesco Cappellini Eusebio Haliti Davide Manenti   | 3:06,71    |

In Klammern: Platzierung in der Gesamtwertung aus beiden Läufen
Datum: 21. Juni

##### Lauf 2
| Platz  | Besetzung | Land                                                                  | Zeit (min) |
| ------ | --------- | --------------------------------------------------------------------- | ---------- |
| 1 (06) | Ukraine   | Nazariy Dzybenko Jewhen Huzol Volodymyr Burakov Witalij Butrym        | 3:05,16    |
| 2 (07) | Spanien   | Iñigo Pérez Samuel García Lucas Búa Pau Fradera                       | 3:05,36    |
| 3 (09) | Schweden  | Felix Francois Dennis Forsman Alexander Nordkvist Jonathan Carbe      | 3:08,83    |
| 4 (10) | Belarus   | Aleksandr Krasovskiy Mikita Yakauleu Maksim Lipovka Piotr Khadasevich | 3:09,17    |
| 5 (11) | Norwegen  | Mauritz Kåshagen Josh-Kevin Ramirez Simen Sigurdsen Karsten Warholm   | 3:10,65    |
| 6 (12) | Finnland  | Jani Koskela Oskari Mörö Petteri Monni Erik Back                      | 3:11,60    |

In Klammern: Platzierung in der Gesamtwertung aus beiden Läufen
Datum: 21. Juni

#### Hochsprung
| Platz | Athlet              | Land | Höhe (m) |
| ----- | ------------------- | ---- | -------- |
| 01    | Daniil Zyplakow     | RUS  | 2,33     |
| 02    | Marco Fassinotti    | ITA  | 2,28     |
| 03    | Mateusz Przybylko   | GER  | 2,25     |
| 04    | Artsem Naumovich    | BLR  | 2,22     |
| 05    | Mickaël Hanany      | FRA  | 2,22     |
| 06    | Robert Grabarz      | GBR  | 2,22     |
| 06    | Dmytro Jakowenko    | UKR  | 2,22     |
| 08    | Miguel Ángel Sancho | ESP  | 2,22     |
| 09    | Mehdi Katib         | SWE  | 2,18     |
| 10    | Sylwester Bednarek  | POL  | 2,14     |
| 11    | Jussi Viita         | FIN  | 2,09     |
| 12    | Kristoffer Nilsen   | NOR  | 2,04     |

Datum: 20. Juni

#### Stabhochsprung
| Platz | Athlet                | Land | Höhe (m) |
| ----- | --------------------- | ---- | -------- |
| 01    | Renaud Lavillenie     | FRA  | 5,85     |
| 02    | Raphael Holzdeppe     | GER  | 5,85     |
| 03    | Piotr Lisek           | POL  | 5,80     |
| 04    | Claudio Stecchi       | ITA  | 5,45     |
| 05    | Eirik Greibrokk Dolve | NOR  | 5,45     |
| 05    | Alexander Gripitsch   | RUS  | 5,45     |
| 07    | Iwan Jerjomin         | UKR  | 5,30     |
| 08    | Stanislau Tsivonchyk  | BLR  | 5,30     |
| 09    | Jax Thoirs            | GBR  | 5,30     |
| 10    | Igor Bychkov          | ESP  | 5,30     |
| 11    | Carl Sténson          | SWE  | 5,15     |
| 12    | Jouni Marjaniemi      | FIN  | 5,15     |

Datum: 21. Juni

#### Weitsprung
| Platz | Athlet            | Land | Weite (m) |
| ----- | ----------------- | ---- | --------- |
| 01    | Alexander Menkow  | RUS  | 8,26      |
| 02    | Kafétien Gomis    | FRA  | 8,26      |
| 03    | Alyn Camara       | GER  | 8,11      |
| 04    | Andreas Otterling | SWE  | 7,98      |
| 05    | Taras Neledva     | UKR  | 7,75      |
| 06    | Jean Marie Okutu  | ESP  | 7,69      |
| 07    | Kristian Pulli    | FIN  | 7,69      |
| 08    | Dan Bramble       | GBR  | 7,61      |
| 09    | Tomasz Jaszczuk   | POL  | 7,60      |
| 10    | Emanuele Catania  | ITA  | 7,39      |
| 11    | Arzjom Bandarenka | BLR  | 7,39      |
| 12    | Karsten Warholm   | NOR  | 7,16      |

Datum: 20. Juni

#### Dreisprung
| Platz | Athlet              | Land | Weite (m) |
| ----- | ------------------- | ---- | --------- |
| 01    | Fabrizio Donato     | ITA  | 17,11     |
| 02    | Alexei Fjodorow     | RUS  | 16,92     |
| 03    | Simo Lipsanen       | FIN  | 16,62     |
| 04    | Maksim Niastiarenka | BLR  | 16,59     |
| 05    | Sergio Solanas      | ESP  | 16,57     |
| 06    | Marcel Kornhardt    | GER  | 16,56     |
| 07    | Jean-Marc Ponvianne | FRA  | 16,42     |
| 08    | Wiktor Jastrebow    | UKR  | 16,30     |
| 09    | Adrian Świderski    | POL  | 16,24     |
| 10    | Isak Persson        | SWE  | 16,23     |
| 11    | Dan Bramble         | GBR  | 15,92     |
| 12    | Joakim Urdahl       | NOR  | 14,01     |

Datum: 21. Juni

#### Kugelstoßen
| Platz | Athlet                | Land | Weite (m) |
| ----- | --------------------- | ---- | --------- |
| 01    | David Storl           | GER  | 21,20     |
| 02    | Tomasz Majewski       | POL  | 20,23     |
| 03    | Pawel Lyschyn         | BLR  | 20,15     |
| 04    | Gaëtan Bucki          | FRA  | 19,45     |
| 05    | Alexander Lesnoi      | RUS  | 19,42     |
| 06    | Borja Vivas           | ESP  | 19,26     |
| 07    | Arttu Kangas          | FIN  | 18,76     |
| 08    | Daniele Secci         | ITA  | 18,68     |
| 09    | Daniel Ståhl          | SWE  | 17,56     |
| 10    | Dmytro Sawyzkyj       | UKR  | 17,40     |
| 11    | Zane Duquemin         | GBR  | 17,36     |
| 12    | Sven Martin Skagestad | NOR  | 16,96     |

Datum: 20. Juni

#### Diskuswurf
| Platz | Athlet                | Land | Weite (m) |
| ----- | --------------------- | ---- | --------- |
| 01    | Robert Urbanek        | POL  | 63,03     |
| 02    | Martin Wierig         | GER  | 60,23     |
| 03    | Frank Casañas         | ESP  | 60,01     |
| 04    | Hannes Kirchler       | ITA  | 59,03     |
| 05    | Lolasonn Djouhan      | FRA  | 58,43     |
| 06    | Gleb Sidortschenko    | RUS  | 58,21     |
| 07    | Sven Martin Skagestad | NOR  | 56,83     |
| 08    | Zane Duquemin         | GBR  | 55,42     |
| 09    | Valery Holubkovich    | BLR  | 54,80     |
| 10    | Roman Ryzhiy          | UKR  | 53,79     |
| 11    | Pyry Niskala          | FIN  | 51,46     |
| NMW   | Daniel Ståhl          | SWE  | ogV       |

Datum: 21. Juni

#### Hammerwurf
| Platz | Athlet            | Land | Weite (m) |
| ----- | ----------------- | ---- | --------- |
| 01    | Paweł Fajdek      | POL  | 81,64     |
| 02    | Nick Miller       | GBR  | 75,91     |
| 03    | Yevhen Vynohradov | UKR  | 75,91     |
| 04    | Marco Lingua      | ITA  | 72,98     |
| 05    | Aleh Dubizki      | BLR  | 72,83     |
| 06    | Jérôme Bortoluzzi | FRA  | 72,67     |
| 07    | Eivind Henriksen  | NOR  | 71,20     |
| 08    | Javier Cienfuegos | ESP  | 71,05     |
| 09    | Tuomas Seppänen   | FIN  | 70,94     |
| 10    | Oscar Vestlund    | SWE  | 67,18     |
| 11    | Paul Hützen       | GER  | 64,56     |
| DOP   | Sergei Litwinow   | RUS  | 75,45     |

Datum: 20. Juni
Der zunächst viertplatzierte Russe Sergei Litwinow war seit 2013 nach einer positiven Dopingprobe vom 14. Juli 2012 für zwei Jahre gesperrt. Seine seit der positiven Probe bis 25. Februar 2016 erzielten Resultate wurden annulliert.

#### Speerwurf
| Platz | Athlet                    | Land | Weite (m) |
| ----- | ------------------------- | ---- | --------- |
| 01    | Tero Pitkämäki            | FIN  | 84,44     |
| 02    | Johannes Vetter           | GER  | 78,97     |
| 03    | Waleri Iordan             | RUS  | 78,32     |
| 04    | Norbert Bonvecchio        | ITA  | 77,33     |
| 05    | Hubert Chmielak           | POL  | 76,87     |
| 06    | Uladzimir Kazlou          | BLR  | 76,26     |
| 07    | Gabriel Wallin            | SWE  | 75,99     |
| 08    | Oleksandr Pjatnyzja       | UKR  | 71,75     |
| 09    | Håkon Løvenskiold Kveseth | NOR  | 71,53     |
| 10    | Killian Durechou          | FRA  | 67,68     |
| 11    | Bonnie Buwembo            | GBR  | 67,51     |
| 12    | Pablo Bugallo             | ESP  | 64,92     |

Datum: 21. Juni

### Frauen

#### 100 m

##### Lauf 1
| Platz | Athletin            | Land | Zeit (s) |
| ----- | ------------------- | ---- | -------- |
| 1 (1) | Asha Philip         | GBR  | 11,27    |
| 2 (2) | Natalija Pohrebnjak | UKR  | 11,29    |
| 3 (3) | Ewa Swoboda         | POL  | 11,48    |
| 4 (4) | Tatjana Pinto       | GER  | 11,52    |
| 5 (5) | Jelisaweta Demirowa | RUS  | 11,62    |
| 6 (6) | Jessica Paoletta    | ITA  | 11,76    |

In Klammern: Platzierung in der Gesamtwertung aus beiden Läufen
Datum: 20. Juni
Wind: −1,4 m/s

##### Lauf 2
| Platz  | Athletin         | Land | Zeit (s) |
| ------ | ---------------- | ---- | -------- |
| 1 (07) | Ezinne Okparaebo | NOR  | 11,80    |
| 2 (08) | Alina Talaj      | BLR  | 11,99    |
| 3 (09) | Cristina Lara    | ESP  | 12,13    |
| 4 (10) | Jennifer Galais  | FRA  | 12,13    |
| 5 (11) | Daniella Busk    | SWE  | 12,14    |
| 6 (12) | Milja Thureson   | FIN  | 12,16    |

In Klammern: Platzierung in der Gesamtwertung aus beiden Läufen
Datum: 20. Juni
Wind: −4,3 m/s

#### 200 m

##### Lauf 1
| Platz | Athletin            | Land | Zeit (s) |
| ----- | ------------------- | ---- | -------- |
| 1 (1) | Natalija Pohrebnjak | UKR  | 22,76    |
| 2 (2) | Bianca Williams     | GBR  | 23,16    |
| 3 (3) | Jekaterina Smirnowa | RUS  | 23,29    |
| 4 (4) | Giulia Riva         | ITA  | 23,30    |
| 5 (5) | Rebekka Haase       | GER  | 23,46    |
| 6 (6) | Anna Kiełbasińska   | POL  | 23,46    |

In Klammern: Platzierung in der Gesamtwertung aus beiden Läufen
Datum: 21. Juni
Wind: +0,5 m/s

##### Lauf 2
| Platz  | Athletin              | Land | Zeit (s) |
| ------ | --------------------- | ---- | -------- |
| 1 (07) | Maroussia Paré        | FRA  | 23,53    |
| 2 (08) | Moa Hjelmer           | SWE  | 23,66    |
| 3 (09) | Elisabeth Slettum     | NOR  | 23,76    |
| 4 (10) | Estela García         | ESP  | 23,88    |
| 5 (11) | Milja Thureson        | FIN  | 24,44    |
| 6 (12) | Kryszina Zimanouskaja | BLR  | 24,61    |

In Klammern: Platzierung in der Gesamtwertung aus beiden Läufen
Datum: 21. Juni
Wind: −2,4 m/s

#### 400 m

##### Lauf 1
| Platz | Athletin              | Land | Zeit (s) |
| ----- | --------------------- | ---- | -------- |
| 1 (1) | Floria Gueï           | FRA  | 51,55    |
| 2 (2) | Marija Michailjuk     | RUS  | 51,59    |
| 3 (3) | Libania Grenot        | ITA  | 51,82    |
| 4 (5) | Ruth Sophia Spelmeyer | GER  | 52,61    |
| 5 (6) | Justyna Święty        | POL  | 52,67    |
| 6 (8) | Aauri Bokesa          | ESP  | 53,56    |

In Klammern: Platzierung in der Gesamtwertung aus beiden Läufen
Datum: 20. Juni

##### Lauf 2
| Platz  | Athletin            | Land | Zeit (s) |
| ------ | ------------------- | ---- | -------- |
| 1 (04) | Margaret Adeoye     | GBR  | 52,07    |
| 2 (07) | Wiktorija Tkatschuk | UKR  | 53,46    |
| 3 (09) | Ilona Ussowitsch    | BLR  | 53,92    |
| 4 (10) | Josefin Magnusson   | SWE  | 54,16    |
| 5 (11) | Tara Marie Norum    | NOR  | 54,37    |
| 6 (12) | Katri Mustola       | FIN  | 55,00    |

In Klammern: Platzierung in der Gesamtwertung aus beiden Läufen
Datum: 20. Juni

#### 800 m
| Platz | Athletin              | Land | Zeit (min) |
| ----- | --------------------- | ---- | ---------- |
| 01    | Rénelle Lamote        | FRA  | 2:00,18    |
| 02    | Joanna Józwik         | POL  | 2:00,30    |
| 03    | Anastassija Tkatschuk | UKR  | 2:00,72    |
| 04    | Maryna Arsamassawa    | BLR  | 2:00,87    |
| 05    | Fabienne Kohlmann     | GER  | 2:01,27    |
| 06    | Esther Guerrero       | ESP  | 2:02,99    |
| 07    | Alison Leonard        | GBR  | 2:03,06    |
| 08    | Trine Mjåland         | NOR  | 2:03,32    |
| 09    | Lovisa Lindh          | SWE  | 2:04,14    |
| 10    | Irene Baldessari      | ITA  | 2:04,23    |
| 11    | Aino Paunonen         | FIN  | 2:06,90    |
| DOP   | Anastasiya Bazdyreva  | RUS  | 2:01,06    |

Datum: 20. Juni
Die zunächst fünftplatzierte Russin Anastasiya Bazdyreva wurde wegen Verstoßes gegen die Antidopingbestimmungen vom Internationalen Sportgerichtshof CAS für zwei Jahre, beginnend am 24. August 2015, gesperrt. Ihre vom 23. April 2014 bis 24. August 2015 erzielten Ergebnisse wurden annulliert. Gleichzeitig wurde auch ihr Trainer Vladimir Mokhnev belangt und mit einer Sperre von zehn Jahren belegt.

#### 1500 m
| Platz | Athletin                  | Land | Zeit (min) |
| ----- | ------------------------- | ---- | ---------- |
| 01    | Anna Schtschagina         | RUS  | 4:15,22    |
| 02    | Karoline Bjerkeli Grøvdal | NOR  | 4:16,22    |
| 03    | Rhianwedd Price           | GBR  | 4:16,59    |
| 04    | Angelika Cichocka         | POL  | 4:16,77    |
| 05    | Tamara Twerdostup         | UKR  | 4:17,09    |
| 06    | Corinna Harrer            | GER  | 4:17,81    |
| 07    | Margherita Magnani        | ITA  | 4:18,04    |
| 08    | Anna Silvander            | SWE  | 4:18,85    |
| 09    | Ophélie Claude-Boxberger  | FRA  | 4:19,07    |
| 10    | Solange Pereira           | ESP  | 4:20,61    |
| 11    | Volha Rulevich            | BLR  | 4:21,21    |
| 12    | Zenitha Eriksson          | SWE  | 4:36,40    |

Datum: 21. Juni

#### 3000 m
| Platz | Athletin               | Land | Zeit (min) |
| ----- | ---------------------- | ---- | ---------- |
| 01    | Sofia Ennaoui          | POL  | 09:20,39   |
| 02    | Maren Kock             | GER  | 09:20,82   |
| 03    | Swjatlana Kudselitsch  | BLR  | 09:24,12   |
| 04    | Margherita Magnani     | ITA  | 09:24,81   |
| 05    | Clémence Calvin        | FRA  | 09:26,18   |
| 06    | Lidia Rodríguez        | ESP  | 09:27,64   |
| 07    | Lauren Deadman         | GBR  | 09:28,84   |
| 08    | Klara Bodinson         | SWE  | 09:32,84   |
| 09    | Natalija Tobias        | UKR  | 09:33,54   |
| 10    | Oona Kettunen          | FIN  | 09:35,20   |
| 11    | Elisabeth Angell Bergh | NOR  | 10:02,81   |
| DOP   | Jelena Korobkina       | RUS  | 9:20,93    |

Datum: 20. Juni
In einer Dopingprobe der zunächst drittplatzierten Russin Jelena Korobkina wurden in einem russischen Labor verbotene Substanzen entdeckt. Die Athletin erhielt eine Sperre von vier Jahren. Außerdem wurden alle ihre vom 2. Juli 2013 bis zum 24. Juli 2016 erzielten Resultate gestrichen.

#### 5000 m
| Platz | Athletin              | Land | Zeit (min) |
| ----- | --------------------- | ---- | ---------- |
| 01    | Renata Pliś           | POL  | 15:49,29   |
| 02    | Wolha Masuronak       | BLR  | 15:51,89   |
| 03    | Clémence Calvin       | FRA  | 15:53,28   |
| 04    | Gulschat Faslitdinowa | RUS  | 15:57,50   |
| 05    | Wiktorija Pohorjelska | UKR  | 15:57,75   |
| 06    | Silvia Weissteiner    | ITA  | 16:15,09   |
| 07    | Trihas Gebre          | ESP  | 16:34,94   |
| 08    | Lily Partridge        | GBR  | 16:42,61   |
| 09    | Diana Sujew           | GER  | 16:46,43   |
| 10    | Oona Kettunen         | FIN  | 16:51,54   |
| 11    | Louise Nilsson        | SWE  | 17:00,94   |
| 12    | Live Solheimdal       | NOR  | 17:21,45   |

Datum: 21. Juni

#### 100 m Hürden

##### Lauf 1
| Platz | Athletin          | Land | Zeit (s) |
| ----- | ----------------- | ---- | -------- |
| 1 (1) | Alina Talaj       | BLR  | 12,80    |
| 2 (2) | Nina Morozowa     | RUS  | 12,85    |
| 3 (3) | Cindy Roleder     | GER  | 12,92    |
| 4 (4) | Karolina Kołeczek | POL  | 13,03    |
| 5 (5) | Cindy Billaud     | FRA  | 13,06    |
| 6 (8) | Serita Solomon    | GBR  | 13,54    |

In Klammern: Platzierung in der Gesamtwertung aus beiden Läufen
Datum: 21. Juni
Wind: +0,4 m/s

##### Lauf 2
| Platz  | Athletin          | Land | Zeit (s) |
| ------ | ----------------- | ---- | -------- |
| 1 (06) | Hanna Plotizyna   | UKR  | 13,44    |
| 2 (07) | Caridad Jerez     | ESP  | 13,47    |
| 3 (09) | Isabelle Pedersen | NOR  | 13,56    |
| 4 (10) | Giada Carmassi    | ITA  | 13,68    |
| 5 (11) | Caroline Tegel    | SWE  | 13,95    |
| 6 (12) | Viivi Avikainen   | FIN  | 14,13    |

In Klammern: Platzierung in der Gesamtwertung aus beiden Läufen
Datum: 21. Juni
Wind: −2,2 m/s

#### 400 m Hürden

##### Lauf 1
| Platz | Athletin           | Land | Zeit (s) |
| ----- | ------------------ | ---- | -------- |
| 1 (1) | Eilidh Child       | GBR  | 54,46    |
| 2 (2) | Hanna Titimez      | UKR  | 54,75    |
| 3 (3) | Yadisleidy Pedroso | ITA  | 55,18    |
| 4 (4) | Wera Rudakowa      | RUS  | 55,83    |
| 5 (7) | Joanna Linkiewicz  | POL  | 56,47    |
| 6 (8) | Aurélie Chaboudez  | FRA  | 56,76    |

In Klammern: Platzierung in der Gesamtwertung aus beiden Läufen
Datum: 20. Juni

##### Lauf 2
| Platz  | Athletin                         | Land | Zeit (s) |
| ------ | -------------------------------- | ---- | -------- |
| 1 (05) | Elise Malmberg                   | SWE  | 56,06    |
| 2 (06) | Kazjaryna Arzjuch                | BLR  | 56,36    |
| 3 (09) | Christiane Klopsch               | GER  | 56,78    |
| 4 (10) | Anniina Laitinen                 | FIN  | 58,01    |
| 5 (11) | Laura Sotomayor                  | ESP  | 58,29    |
| 6 (12) | Marlen Elisabeth Johansson Aakre | NOR  | 59,76    |

In Klammern: Platzierung in der Gesamtwertung aus beiden Läufen
Datum: 20. Juni

#### 3000 m Hindernis
| Platz | Athlet                | Land | Zeit (min) |
| ----- | --------------------- | ---- | ---------- |
| 01    | Gesa Felicitas Krause | GER  | 09:46,49   |
| 02    | Lennie Waite          | GBR  | 09:59,75   |
| 03    | Emma Oudiou           | FRA  | 10:01,02   |
| 04    | Diana Martín          | ESP  | 10:02,63   |
| 05    | Camilla Richardsson   | FIN  | 10:03,02   |
| 06    | Katarzyna Kowalska    | POL  | 10:03,44   |
| 07    | Charlotta Fougberg    | SWE  | 10:06,37   |
| 08    | Marija Schatalowa     | UKR  | 10:09,34   |
| 09    | Anastassija Pusakowa  | BLR  | 10:11,39   |
| 10    | Valeria Roffino       | ITA  | 10:18,10   |
| 11    | Jekaterina Iwonina    | RUS  | 10:34,55   |
| 12    | Karoline Skatteboe    | NOR  | 10:44,13   |

Datum: 20. Juni

#### 4 × 100 m Staffel

##### Lauf 1
| Platz  | Besetzung      | Land                                                                       | Zeit (s) |
| ------ | -------------- | -------------------------------------------------------------------------- | -------- |
| 1 (01) | Ukraine        | Natalija Strohowa Natalija Pohrebnjak Viktoriya Kashcheyeva Chrystyna Stuj | 42,50    |
| 2 (02) | Deutschland    | Yasmin Kwadwo Tatjana Pinto Rebekka Haase Alexandra Burghardt              | 43,21    |
| 3 (03) | Polen          | Marika Popowicz Anna Kiełbasińska Marta Jeschke Ewa Swoboda                | 43,28    |
| 4 (05) | Frankreich     | Brigitte Ntiamoah Jennifer Galais Maroussia Paré Orphée Néola              | 43,84    |
| 5 (10) | Großbritannien | Louise Bloor Dina Asher-Smith Bianca Williams Laura Maddox                 | 44,68    |
| DSQ    | Russland       | Marina Pantelejewa Xenija Ryschowa Jelisaweta Demirowa Jekaterina Smirnowa |          |

In Klammern: Platzierung in der Gesamtwertung aus beiden Läufen
Datum: 20. Juni

##### Lauf 2
| Platz  | Besetzung | Land                                                                  | Zeit (s) |
| ------ | --------- | --------------------------------------------------------------------- | -------- |
| 1 (04) | Italien   | Jessica Paoletta Irene Siragusa Anna Bongiorni Giulia Riva            | 43,72    |
| 2 (06) | Norwegen  | Isabelle Pedersen Ida Bakke Hansen Elisabeth Slettum Ezinne Okparaebo | 43,94    |
| 3 (07) | Schweden  | Gladys Bamane Isabelle Eurenius Daniella Busk Moa Hjelmer             | 44,04    |
| 4 (08) | Spanien   | Paloma Diez Alazne Furundarena Estela García Cristina Lara            | 44,19    |
| 5 (09) | Belarus   | Yulia Nestsiarenka Alina Talaj Wolha Astaschka Kryszina Zimanouskaja  | 44,41    |
| 6 (11) | Finnland  | Milja Thureson Jasmin Showlah Anniina Kortetmaa Lotta Kemppinen       | 45,06    |

In Klammern: Platzierung in der Gesamtwertung aus beiden Läufen
Datum: 20. Juni

#### 4 × 400 m Staffel

##### Lauf 1
| Platz | Besetzung      | Land                                                                            | Zeit (min) |
| ----- | -------------- | ------------------------------------------------------------------------------- | ---------- |
| 1 (1) | Russland       | Aljona Mamina Xenija Sadorina Xenija Ryschowa Marija Michailjuk                 | 3:24,98    |
| 2 (2) | Frankreich     | Elea Mariama Diarra Agnès Raharolahy Déborah Sananes Floria Gueï                | 3:28,84    |
| 3 (4) | Italien        | Libania Grenot Marta Milani Elena Maria Bonfanti Chiara Bazzoni                 | 3:29,83    |
| 4 (5) | Deutschland    | Ruth Sophia Spelmeyer Friederike Möhlenkamp Christiane Klopsch Christina Hering | 3:29,86    |
| 5 (6) | Großbritannien | Eilidh Child Meghan Beesley Laura Maddox Margaret Adeoye                        | 3:30,01    |
| 6 (7) | Polen          | Martyna Dąbrowska Ewelina Ptak Patrycja Wyciszkiewicz Małgorzata Hołub          | 3:30,18    |

In Klammern: Platzierung in der Gesamtwertung aus beiden Läufen
Datum: 21. Juni

##### Lauf 2
| Platz  | Besetzung | Land                                                                | Zeit (min) |
| ------ | --------- | ------------------------------------------------------------------- | ---------- |
| 1 (03) | Ukraine   | Wiktorija Tkatschuk Alina Lohwynenko Olha Bibik Olha Semljak        | 3:29,79    |
| 2 (08) | Belarus   | Alena Kijewitsch Maryna Arsamassawa Yulia Yurenia Ilona Ussowitsch  | 3:32,33    |
| 3 (09) | Spanien   | Andrea Díez Indira Terrero Sara Gómez Aauri Bokesa                  | 3:35,48    |
| 4 (10) | Schweden  | Lisa Duffy Josefin Magnusson Lovisa Lindh Elise Malmberg            | 3:35,80    |
| 5 (11) | Norwegen  | Emily Rose Norum Trine Mjåland Sara Dorthea Jensen Tara Marie Norum | 3:36,22    |
| 6 (12) | Finnland  | Anniina Laitinen Eveliina Määtänen Kirsi Pekkanen Aino Paunonen     | 3:44,36    |

In Klammern: Platzierung in der Gesamtwertung aus beiden Läufen
Datum: 21. Juni

#### Hochsprung
| Platz | Athletin                   | Land | Höhe (m) |
| ----- | -------------------------- | ---- | -------- |
| 01    | Marija Kutschina           | RUS  | 1,99     |
| 02    | Ruth Beitia                | POL  | 1,97     |
| 03    | Kamila Lićwinko            | POL  | 1,97     |
| 04    | Erika Kinsey               | SWE  | 1,97     |
| 05    | Iryna Heraschtschenko      | UKR  | 1,94     |
| 06    | Marie-Laurence Jungfleisch | GER  | 1,94     |
| 06    | Isobel Pooley              | GBR  | 1,94     |
| 08    | Alessia Trost              | ITA  | 1,94     |
| 09    | Jana Maksimawa             | BLR  | 1,84     |
| 10    | Tonje Angelsen             | NOR  | 1,84     |
| 10    | Sini Lällä                 | FIN  | 1,84     |
| 12    | Melanie Skotnik            | FRA  | 1,80     |

Datum: 21. Juni

#### Stabhochsprung
| Platz | Athletin            | Land | Höhe (m) |
| ----- | ------------------- | ---- | -------- |
| 01    | Silke Spiegelburg   | GER  | 4,75     |
| 02    | Anschelika Sidorowa | RUS  | 4,70     |
| 03    | Angelica Bengtsson  | SWE  | 4,60     |
| 04    | Minna Nikkanen      | FIN  | 4,40     |
| 05    | Naroa Agirre        | ESP  | 4,40     |
| 05    | Marion Motout       | FRA  | 4,40     |
| 07    | Sally Peake         | GBR  | 4,25     |
| 08    | Katrine Haarklau    | NOR  | 4,25     |
| 09    | Iryna Jakalzewitsch | BLR  | 4,10     |
| 10    | Kateryna Kozlova    | UKR  | 3,95     |
| 11    | Justyna Śmietanka   | POL  | 3,75     |
| NMH   | Sonia Malavisi      | ITA  | ogV      |

Datum: 20. Juni

#### Weitsprung
| Platz | Athletin                  | Land | Weite (m) |
| ----- | ------------------------- | ---- | --------- |
| 01    | Darja Klischina           | RUS  | 6,95      |
| 02    | Wolha Sudarawa            | BLR  | 6,86      |
| 03    | Sosthene-Taroum Moguenera | GER  | 6,79      |
| 04    | Erica Jarder              | SWE  | 6,53      |
| 05    | Diane Barras              | FRA  | 6,52      |
| 06    | Jazmin Sawyers            | GBR  | 6,39      |
| 07    | Kristina Hryschutina      | UKR  | 6,33      |
| 08    | Tania Vicenzino           | ITA  | 6,29      |
| 09    | Concepción Montaner       | ESP  | 6,27      |
| 10    | Nadia Akpana Assa         | NOR  | 6,21      |
| 11    | Karolina Zawiła           | POL  | 6,09      |
| 12    | Sanna Nygård              | SWE  | 5,97      |

Datum: 21. Juni

#### Dreisprung
| Platz | Athletin              | Land | Weite (m) |
| ----- | --------------------- | ---- | --------- |
| 01    | Jekaterina Konewa     | RUS  | 14,98     |
| 02    | Kristin Gierisch      | GER  | 14,46     |
| 03    | Simona La Mantia      | ITA  | 14,22     |
| 04    | Laura Samuel          | GBR  | 14,06     |
| 05    | Ana Peleteiro         | ESP  | 14,03     |
| 06    | Jeanine Assani-Issouf | FRA  | 13,97     |
| 07    | Kristiina Mäkelä      | FIN  | 13,88     |
| 08    | Tetjana Ptaschkina    | UKR  | 13,83     |
| 09    | Anna Zych             | POL  | 13,55     |
| 10    | Kseniya Dziatsuk      | BLR  | 13,43     |
| 11    | Malin Marmbrandt      | SWE  | 12,75     |
| 12    | Monika Benserud       | NOR  | 12,10     |

Datum: 20. Juni

#### Kugelstoßen
| Platz | Athletin             | Land | Weite (m) |
| ----- | -------------------- | ---- | --------- |
| 01    | Christina Schwanitz  | GER  | 19,82     |
| 02    | Aljona Dubizkaja     | BLR  | 18,38     |
| 03    | Chiara Rosa          | itaf | 17,88     |
| 04    | Paulina Guba         | POL  | 16,87     |
| 05    | Fanny Roos           | SWE  | 16,83     |
| 06    | Jessica Cérival      | FRA  | 16,76     |
| 07    | Halyna Obleschtschuk | UKR  | 16,69     |
| 08    | Úrsula Ruiz          | ESP  | 16,61     |
| 09    | Rachel Wallader      | GBR  | 15,50     |
| 10    | Kristin Sundsteigen  | NOR  | 14,21     |
| 11    | Eveliina Rouvali     | FIN  | 12,21     |
| DOP   | Irina Tarassowa      | RUS  | 18,51     |

Datum: 21. Juni
In einer 2022 durchgeführten nachträglichen Kontrolle einer Dopingprobe der zunächst zweitplatzierten Russin Irina Tarassowa aus dem Jahr 2012 wurde eine verbotene Substanz gefunden. Dies wurde mit einer zweijährigen Wettkampfsperre vom 9. Juli 2022 an sanktioniert. Außerdem wurden alle vom 4. Juli 2012 bis 12. Juli 2016 erzielten Resultate der Athletin annulliert.

#### Diskuswurf
| Platz | Athletin              | Land | Weite (m) |
| ----- | --------------------- | ---- | --------- |
| 01    | Mélina Robert-Michon  | FRA  | 62,24     |
| 02    | Żaneta Glanc          | POL  | 58,92     |
| 03    | Sanna Kämäräinen      | FIN  | 58,53     |
| 04    | Natalija Semenowa     | UKR  | 58,03     |
| 05    | Julia Fischer         | GER  | 57,74     |
| 06    | Sabina Asenjo         | ESP  | 56,16     |
| 07    | Sofia Larsson         | SWE  | 54,88     |
| 08    | Valentina Aniballi    | ITA  | 52,79     |
| 09    | Kirsty Law            | GBR  | 50,93     |
| 10    | Grete Etholm          | NOR  | 48,04     |
| 11    | Nastassja Kaschtanawa | BLR  | 46,45     |
| DOP   | Jekaterina Strokowa   | RUS  | 56,10     |

Datum: 20. Juni
Die zunächst siebtplatzierte Russin Jekaterina Strokowa hatte laut Unterlagen und Belegen des McLaren-Reports unerlaubte Mittel eingesetzt. Beginnend am 11. Januar 2022 wurde sie für vier Jahre gesperrt. Ihre vom 20. Juni 2012 bis 11. Januar 2023 erzielten Ergebnisse wurden annulliert.

#### Hammerwurf
| Platz | Athletin                | Land | Weite (m) |
| ----- | ----------------------- | ---- | --------- |
| 01    | Anita Włodarczyk        | POL  | 78,28     |
| 02    | Betty Heidler           | GER  | 75,73     |
| 03    | Alexandra Tavernier     | FRA  | 74,05     |
| 04    | Alena Sobalewa          | BLR  | 72,86     |
| 05    | Sophie Hitchon          | GBR  | 71,89     |
| 06    | Iryna Nowoschylowa      | UKR  | 69,25     |
| 07    | Eleni Larsson           | SWE  | 68,76     |
| 08    | Silvia Salis            | ITA  | 67,80     |
| 09    | Merja Korpela           | FIN  | 66,50     |
| 10    | Berta Castells          | ESP  | 65,51     |
| 11    | Beatrice Nedberge Llano | NOR  | 64,40     |
| DOP   | Oxana Kondratjewa       | RUS  | 71,07     |

Datum: 21. Juni
In einer 2021 durchgeführten nachträglichen Kontrolle einer Dopingprobe der zunächst sechstplatzierten Russin Oxana Kondratjewa aus dem Jahr 2013 wurde eine verbotene Substanz gefunden. Dies wurde mit einer dreijährigen Sperre, beginnend 7. April 2021, geahndet. Darüber hinaus wurden alle ihre seit dem 2. Juli 2013 bis zum Ablauf der Sperre erzielten Resultate gestrichen.

#### Speerwurf
| Platz | Athletin                | Land | Weite (m) |
| ----- | ----------------------- | ---- | --------- |
| 01    | Christina Obergföll     | GER  | 61,69     |
| 02    | Tazzjana Chaladowitsch  | BLR  | 61,08     |
| 03    | Jenni Kangas            | FIN  | 55,33     |
| 04    | Sara Jemai              | ITA  | 54,86     |
| 05    | Anna Wessman            | SWE  | 54,35     |
| 06    | Mercedes Chilla         | ESP  | 54,02     |
| 07    | Hanna Hazko-Fedusova    | UKR  | 53,84     |
| 08    | Laura Whittingham       | GBR  | 53,49     |
| 09    | Marta Kakol             | POL  | 53,44     |
| 10    | Matilde Andraud         | FRA  | 52,93     |
| 11    | Wiktorija Sudaruschkina | RUS  | 52,19     |
| 12    | Sigrid Borge            | NOR  | 49,63     |

Datum: 20. Juni

## Videolinks
- Superleague
  - VI EUROPEAN ATHLETICS TEAM CHAMPIONSHIPS - CHEBOKSARY - 2015/06/20, youtube.com, abgerufen am 21. April 2024
  - VI EUROPEAN ATHLETICS TEAM CHAMPIONSHIPS - CHEBOKSARY - 2015/06/21, youtube.com, abgerufen am 21. April 2024
  - Men’s 100m Heat A European Athletics Team Championships (RUS) 2015 youtube.com, abgerufen am 21. April 2024
  - Italy Wins Men’s 800m Final | European Athletics Team Championships Cheboksary 2015 youtube.com, abgerufen am 21. April 2024
  - Germany Wins Men’s 3000m Final European Athletics Team Championships Cheboksary 2015, youtube.com, abgerufen am 21. April 2024
  - European Athletics Team Championships - 1st League, Heraklion 2015, High Jump Men, youtube.com, abgerufen am 21. April 2024
  - Pole vault men Lavillenie Holzdeppe 5.85m European Team Championships 2015 Cheboksary, youtube.com, abgerufen am 21. April 2024
  - David Storl 21.20 Men’s Shot Put Final European Athletics Team Championships Cheboksary 2015, youtube.com, abgerufen am 21. April 2024
  - Paweł Fajdek 81.64 Men’s Hammer Throw Final European Athletics Team Championships Cheboksary 2015, youtube.com, abgerufen am 21. April 2024
  - Women's 100m Heat A European Athletics Team Championships (rus) 2015 youtube.com, abgerufen am 21. April 2024
  - Women's 100m Final B European Athletics Team Championships Cheboksary 2015 youtube.com, abgerufen am 21. April 2024
  - 3000m Women Final European Athletics Team Championships Cheboksary 2015 youtube.com, abgerufen am 21. April 2024
  - Ukraine Wins Women's 4x100m Relay Final B European Athletics Team Championships Cheboksary 2015 youtube.com, abgerufen am 21. April 2024
  - 4 x 400m Relay Women Final CHEBOKSARY European Athletics Team Championships 2015, youtube.com, abgerufen am 21. April 2024
- Liga 1
  - 1500m M European Athletics Team Championships 1st League, Heraklion 2015 GRE youtube.com, abgerufen am 21. April 2024
  - European Athletics Team Championships - 1st League, Heraklion 2015 (4x100 m) Men, youtube.com, abgerufen am 21. April 2024
  - 4x100m W European Athletics Team Championships 1st League, Heraklion GRE youtube.com, abgerufen am 21. April 2024
  - European Athletics Team Championships - 1st League, Heraklion 2015 (4x100w) youtube.com, abgerufen am 21. April 2024